# Иезекииль (Цукалас)
Митрополит Иезекииль (греч. Μητροπολίτης Ιεζεκιήλ, в миру Хри́стос Цукала́с, греч. Χρήστος Τσουκαλάς; 13 мая 1913, Патрас — 1 июля 1987, Афины, Греция) — епископ Константинопольской православной церкви; митрополит Косский (1981—1982).

## Биография
27 сентября 1934 рукоположён в сан диакона митрополитом Фессалиотисским Иезекиилем. В 1935 году окончил Афинскую богословскую школу и 30 ноября того же года рукоположён в сан священника. Служил протосинкеллом Фесалотидской митрополии.
В 1937 году приглашён Архиепископом Американским Афинагором (Спиру) служить в Америке. В 1941 году назначен профессором, в 1943 году — проректором, а в 1949 году директором Богословской школы Святого Креста в Бруклайне.
31 августа 1950 года был избран во епископа Назианзского, викария Американской архиепископии. Его епископская хиротония состоялась 17 сентября 1950 года, после чего управлял Бостонским викариатством, а с 1954 года — Чикагским.
24 февраля 1959 года избран четвёртым митрополитом Австралийским, сменив на этом посту митрополита Феофилакта (Папафанасопулоса), погибшего в автомобильной катастрофе в 1958 году. 1 сентября 1959 года митрополия получила статус архиепископии, а митрополит Иезекииль возведён в сан архиепископа.
24 февраля 1968 года ушёл на покой по болезни, но 12 августа 1969 года вновь назначен правящим епископом Австраллийской архиепископии.
5 августа 1974 года назначен митрополитом Писидийским, и одновременно игуменом монастыря Влатадон.
В августе 1975 года ушёл с поста игумена монастыря Влатадон.
10 сентября 1981 года избран митрополитом Косским.
14 декабря 1982 года ушёл на покой.
Скончался 1 июля 1987 года в Афинах. Согласно его воле был похоронен на Афоне.